# InterKoneXiones
InterKoneXiones (IKX) ist ein soziales Netzwerk zur Förderung der Kommunikation zwischen freien Radios aus Lateinamerika und Europa.

## Geschichte ab 1994
Die Tagungen des Netzwerkes InterKoneXiones finden regelmäßig seit 1994 statt. Dabei soll der gleichberechtigte und solidarische Umgang von Radiomachern und Radiomacherinnen im Nord-Süd-Austausch gefördert werden.

## 2012 in Hannover

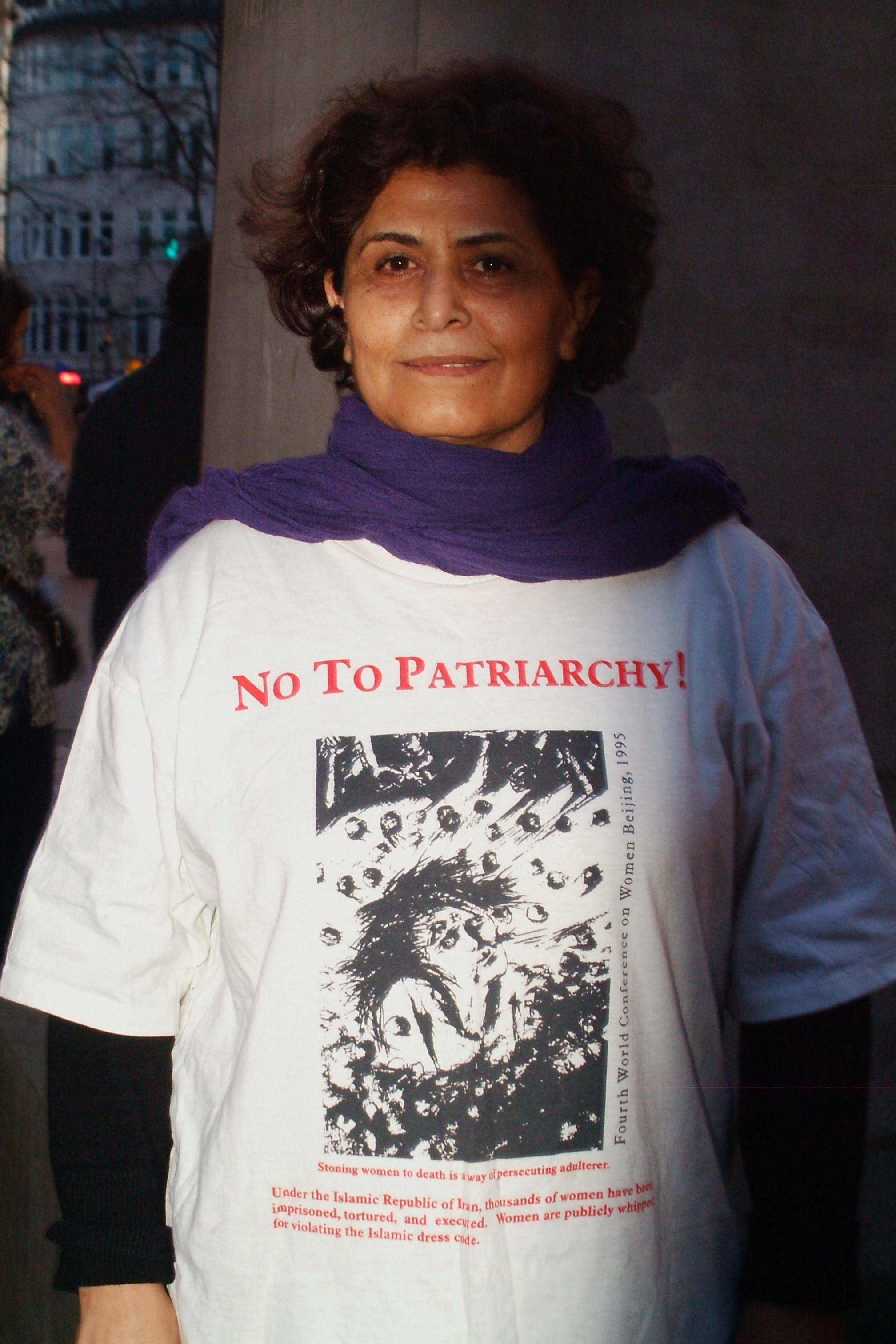
Frau mit T-Shirt „Nein zum Patriarchat“: Steinigungs-Zeichnung zur Unterdrückung der Frau im Iran

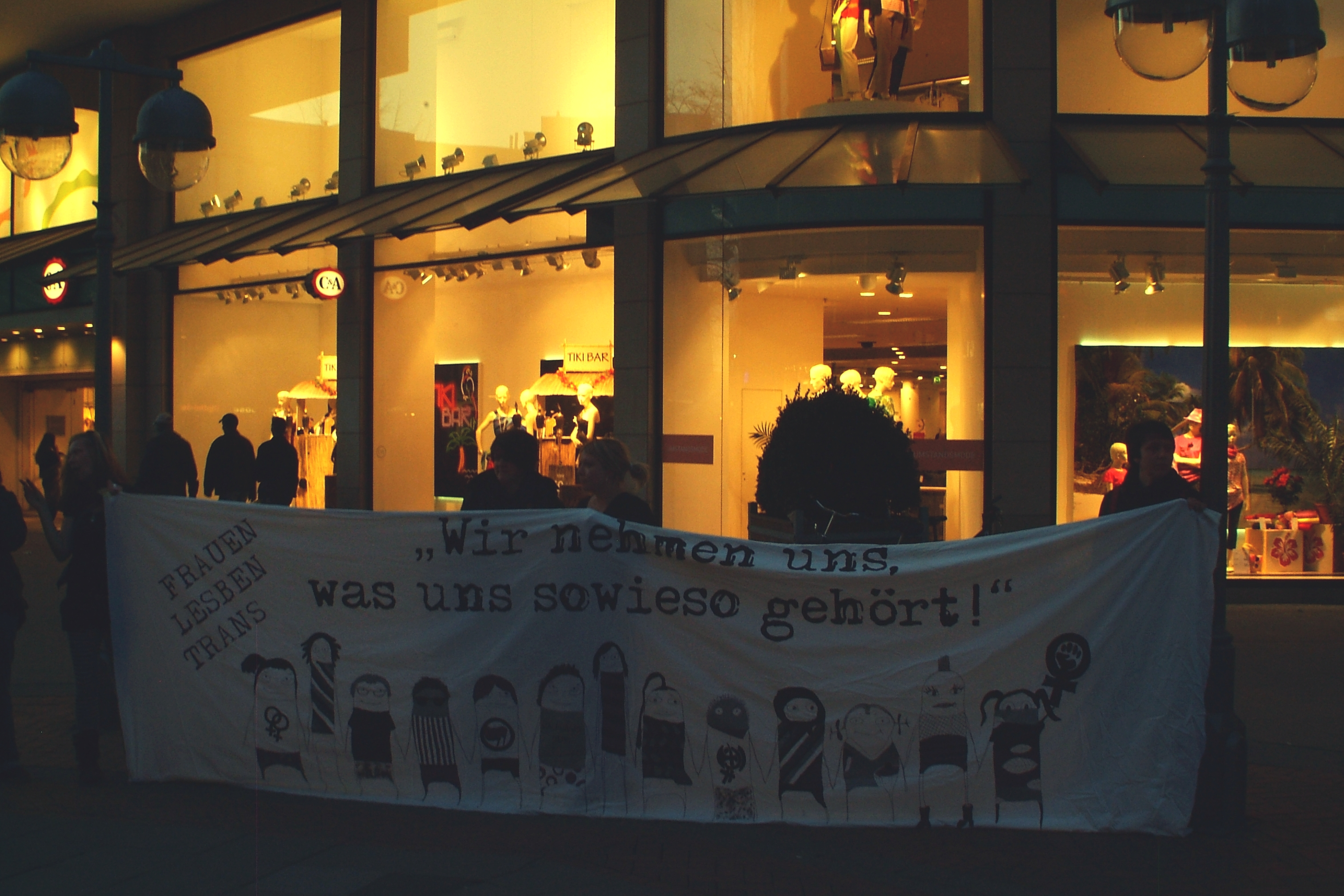
Transparent „Frauen Lesben Trans: Wir nehmen uns, was uns sowieso gehört!“

Vom 23. bis 26. März 2012 fanden die InterKoneXiones in Hannover statt. Veranstalter sind IKX, Radio Flora, Rosa-Luxemburg Stiftung Niedersachsen, ver.di-Bildungswerk Niedersachsen, Stiftung Menschenwürde & Arbeitswelt und AStA der Universität Hannover Frauen&Geschlechter.
Unter dem Leittitel „Internationales Frauen Radio Treffen“ waren die Schwerpunktthemen 2012
- Migration[1]
- Gendergewalt[1]
- Zugang zu Kommunikation(smedien) als Menschenrecht (also für Frauen)
- „Empörung weltweit angesichts der Lasten der Krise“.[1]

Die „Tagung diente der Vernetzung "radioaktiver" Frauen und dem Austausch über feministische Standpunkte in der Radioarbeit sowie über Lebenswirklichkeit und Anliegen der Frauen in den jeweiligen Ländern. Der Berichterstattung auf der Grundlage der von großen Presseagenturen vorgegebenen Information will das FrauenNetzwerk IKX alternative Formen und Wege der Information und Kommunikation - aus feministischer Perspektive - entgegensetzen.“
Auf der Abschlussveranstaltung im Pavillon berichteten „Referentinnen aus Mexico, Costa Rica, Ecuador, Venezuela, Bolivien und Argentinien […] über feministische Politik und die Situation von FrauenLesbenTrans*“.